# Innopolis

## Innopolis, ros. Иннопо́лис — miasto satelickieKazaniawrejonie górnousłońskimTatarstanu.
W mieście znajduje się Uniwersytet Innopolis i specjalna strefa ekonomiczna "Innopolis".
Miasto, zbudowane w 2012 roku było miastem, w którym rozpoczynając biznes mieszkańcy płacili tylko 1% podatku, gdzie w Rosji taki podatek wynosi 40%